# ماريانا لايك (ألبرتا)
ماريانا لايك هي قرية كندية في شمال ألبرتا من ضمن منطقة وودبفالو. تقع على طريق 63 على ضفة بحيرة ماريانا على بعد 101 كلم من فورت ماكموراي.

## تاريخها
كانت ماريانا لايك المحطة الوحيدة بين فورت ماكموراي و وندرينغ ريفر وبها محطة وقود ومحل لبيع الكونسروة. وعام 2011، اشترت حكومة ألبرتا المحطة والأرض لتوسعة طريق 63.

## اقتصادها
يتمحور اقتصادها على الزراعة وإنتاج النفط.

## قرى مجاورة
- فورت ماكموراي
- كونكلن
- أنزاك
- فورت تشيبوايان
- فورت ماكاي
- غريغوار لايك
- جنوب جانفيي
- سابري كريك
- درايبر
- فورت فيتزجيرالد

## إقراء أيضا
- قائمة مجتمعات ألبرتا
- قائمة قرى ألبرتا
- قائمة مجتمعات شمالي ألبرتا